# مؤسسه ساندنس
مؤسسه ساندنس (انگلیسی: Sundance Institute) یک سازمان غیرانتفاعی است که توسط رابرت ردفورد تأسیس شده و متعهد به رشد هنرمندان مستقل است. این موسسه با برنامه‌های خود است که فیلمسازان مستقل، هنرمندان تئاتر و آهنگسازان را از سراسر جهان کشف و پشتیبانی کند.
این موسسه در پارک سیتی، یوتا لس آنجلس و نیویورک واقع شده‌است.
برنامه‌های موسسه ساندنس شامل جشنواره فیلم ساندنس، یک جشنواره قابل توجه و قابل تحسین فیلم در ایالات متحده است که به عنوان سکویی برای فیلمسازان مستقل، داستان نویسان و آهنگسازان فعالیت می‌کند.